# Нойе Зорге
Нойе Зорге (нем. Neue Sorge — «Новая забота») — один из исторических районов Кёнигсберга (Пруссия), известный с 1662 года.

## История
В начале герцогской эры дорога вела к пастбищам для крупного рогатого скота и лошадей, известных как Кальтхофская пашня. Поселение появилось около 1610 года, и в 1612 году земли были даны многочисленным высокопоставленным герцогским чиновникам. В 1662 году герцог Фридрих Вильгельм I, основал Нойе Зорге в качестве Фрайхайта Кёнигсбергского замка и наградил его судебными гербом и печатью. На гербе была изображена рука спускающаяся с облаков, имеющих геральдический прямой угол, окруженный двумя открытыми глазами, а также указан 1662 год.
Нойе Зорге был ограничен Лёбенихтом на западе, Россгартеном — на севере, стеной в стиле барокко XVII века — на востоке и Закхаймом — на юге. Жители Нойе Зорге посещали церковь Альтросгартена. В 1729 году Нойе Зорге был задокументирован как Кёнигштрассе, улица, которая шла от рынка Россгартена до тупика у Королевских ворот.
Альтштадт, Лёбенихт, Кнайпхоф и их соответствующие пригороды были объединены в единый город Кёнигсберг в 1724 году. Однако Кенигсбергский замок и его пригороды, в том числе Нойе Зорге, были включены в пределы нового города, но оставались под королевским, а не муниципальным контролем. Нойе Зорге был объединён в городе 19 ноября 1808 года в эпоху прусских реформ.
Бульвар Кёнигштрассе был переименован в улицу СА нацистской партией в годы нацистской Германии. Квартал был сильно повреждён во время бомбардировок англо-американской авиацией в 1943 года, и в ходе битвы под Кёнигсбергом 1945 года во время Второй мировой войны.

## Галерея

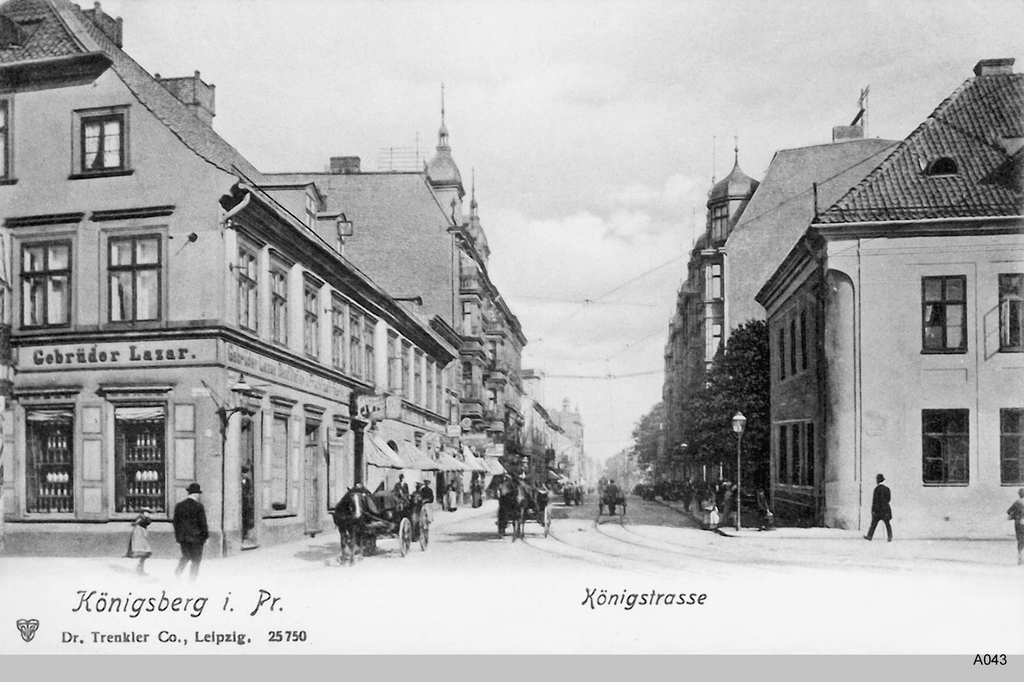
Кёнигштрассе
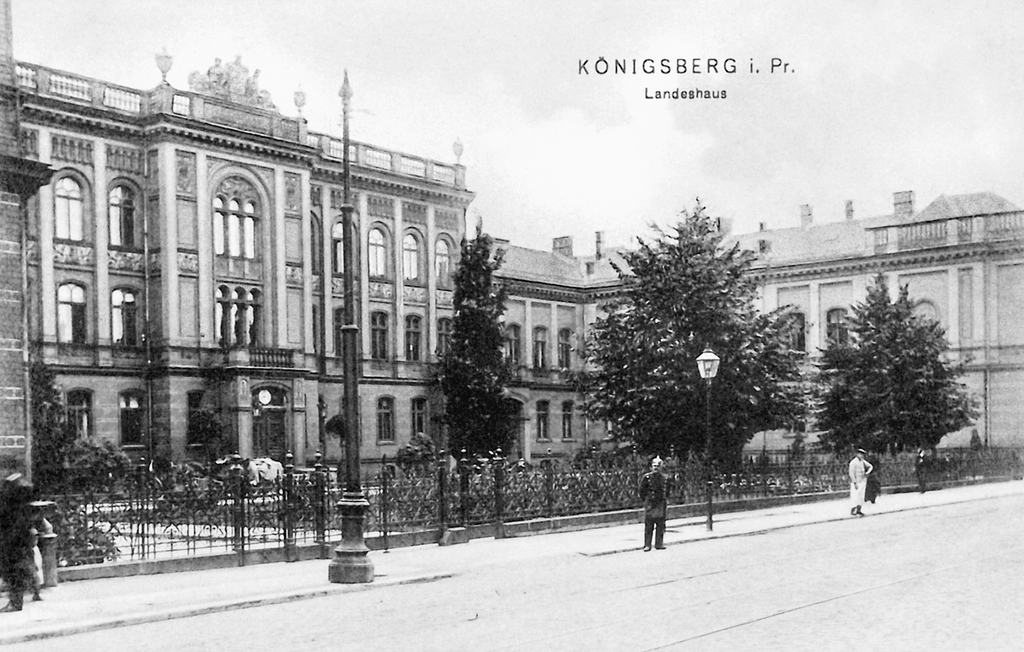
Земельный дом Восточной Пруссии
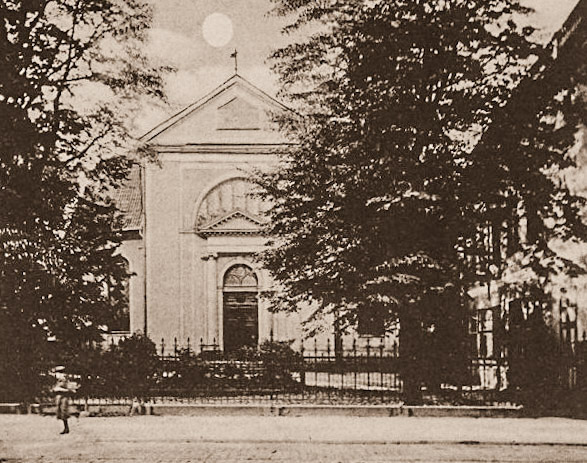
Французская реформаторская церковь